# Azamethifos
Azamethifos is een organofosforverbinding dat wordt gebruikt als insecticide, voor de bestrijding van vliegen, muggen of kakkerlakken in vee- en pluimveestallen of in graanopslag. De stof mag ook gebruikt worden als diergeneeskundig middel bij zalmachtigen en andere vissen. Azamethifos is een acetylcholinesteraseremmer. De stof werd ontwikkeld door Ciba-Geigy (het latere Novartis).
Insectenbestrijdende middelen met azamethifos komen voor als poeder dat in water moet opgelost worden en dan versproeid, of als een pasta uitgespreid op plaatsen waar vliegen vaak voorkomen; of als korrels die op deze plaatsen worden uitgestrooid. Er zijn ook vliegenstrips met azamethifos. De producten bevatten doorgaans een kleine hoeveelheid (Z)-9-tricoseen. Dat is een feromoon dat vliegen aantrekt.
Bij gekweekte zalm wordt azamethiphos gebruikt voor de bestrijding van de zeeluis.